# Cantón Eloy Alfaro
Cantón Eloy Alfaro är en kanton i Ecuador.   Den ligger i provinsen Esmeraldas, i den norra delen av landet, 170 km norr om huvudstaden Quito. Antalet invånare är 39 739. Arean är 4 302 kvadratkilometer.
Terrängen i Cantón Eloy Alfaro är varierad.